# Vĩnh Tiến, Vĩnh Bảo
Vĩnh Tiến là một xã thuộc huyện Vĩnh Bảo, thành phố Hải Phòng, Việt Nam.
Xã Vĩnh Tiến có diện tích 3,33 km², dân số năm 1999 là 3986 người, mật độ dân số đạt 1197 người/km².